# Grupo de trabajo del artículo 29
El Grupo de trabajo del artículo 29 está compuesto por un representante de la autoridad de protección de datos de cada Estado miembro de la UE, el Supervisor Europeo de Protección de Datos y la Comisión Europea. Su nombre proviene de la Directiva de protección de datos (Directiva 95/46/CE) y fue lanzado en 1996.
Sus principales misiones son:
- Dar consejos de expertos a los Estados en relación con la protección de datos.
- Promover la misma aplicación de la Directiva de protección de datos en todos los Estados miembros de la UE, así como de Noruega, Liechtenstein e Islandia.
- Facilitar a la Comisión un dictamen sobre las leyes comunitarias (primer pilar) que afectan al derecho a la protección de datos personales.